# Крок у майбутнє (фільм)
Крок у майбутнє (англ. A Step Toward Tomorrow) — американський фільм 1996 року.

## Сюжет
Два роки тому Джордж, пірнаючи з мосту, пошкодив хребет. Разом з матір'ю і братом Беном вони переїжджають в Джорджію, ближче до кращих лікарів. Це була згуртована і весела родина. Оптимізм, відданість брата, гумор і підтримка друзів виявляються найкращим засобом на шляху до одужання Джорджа.

## У ролях
- Джудіт Лайт — Анна Лернер
- Том Ірвін — доктор Декер
- Крістофер Рів — Денні Габріель
- Елфрі Вудард — доктор Сендлін
- Кендалл Каннінгем — Джордж Лернер
- Тім Редвайн — Бен Лернер
- Бред Дуріф — Кірбі
- Нік Сірсі — Джим
- Лі Норріс — Перрі
- Джоі Стінсон — Кевін
- Аманда Мінікус — Террі
- Ван Хьюз — Дерек Гастінгс
- Майкл Айерс — Лоренс
- Крістофер Феннел — Джоел
- Расоол Дж'Хан — учитель
- Дженерал Фермон Джудд мол. — медсестра
- Річард К. Олсен — Арнерс
- Ніна Репета — Моніка
- Нельсон Джордж — Senior Citizen
- Джо Інскоу — Лоуелл Бірч
- Джефф Хочендонер — офіцер
- Джон С. Лігуорі — доктор